# Hanhals
Hanhals is een plaats in de Zweedse gemeente Kungsbacka in de provincie Hallands län en het landschap Halland. De plaats heeft 152 inwoners (2005) en een oppervlakte van 23 hectare. Hanhals ligt direct aan het Kungsbackafjorden, een baai van het Kattegat, landinwaarts bestaat de directe omgeving van Hanhals uit zowel landbouwgrond als bos. In de plaats staat de kerk Hanhals kyrka. Nabij Hanhals ligt het kleine schiereiland Hanhals holme, hier stond tussen 1290 en 1330 een Deense vesting. De stad Kungsbacka ligt zo'n vijf kilometer ten noorden van het dorp.